# Genthod
Genthod ist eine politische Gemeinde des Kantons Genf in der Schweiz. Die Gemeinde umfasst das Dorf Genthod und die Weiler Malagny und Creux-de-Genthod und befindet sich am rechten Genferseeufer zwischen Bellevue und Versoix.

## Geschichte
Genthod stand von 1536 bis 1564 unter Berner, von 1564 bis 1590 unter Savoyer, von 1590 bis 1601 unter Genfer und von 1601 bis 1816 unter französischer Herrschaft, ehe es an den Kanton Genf überging.
Auf sein Landgut in Genthod zog sich ab 1768 der Genfer Philosoph und Naturwissenschaftler Charles Bonnet zurück und starb dort 1793.

## Bevölkerung
| Bevölkerungsentwicklung | Bevölkerungsentwicklung | Bevölkerungsentwicklung | Bevölkerungsentwicklung | Bevölkerungsentwicklung | Bevölkerungsentwicklung | Bevölkerungsentwicklung | Bevölkerungsentwicklung | Bevölkerungsentwicklung | Bevölkerungsentwicklung | Bevölkerungsentwicklung | Bevölkerungsentwicklung |
| ----------------------- | ----------------------- | ----------------------- | ----------------------- | ----------------------- | ----------------------- | ----------------------- | ----------------------- | ----------------------- | ----------------------- | ----------------------- | ----------------------- |
| Jahr                    | 1850                    | 1900                    | 1950                    | 1980                    | 2000                    | 2010                    | 2012                    | 2014                    | 2015                    | 2016                    | 2017                    |
| Einwohner               | 228                     | 380                     | 739                     | 1175                    | 2171                    | 2707                    | 2691                    | 2774                    | 2747                    | 2721                    | 2772                    |

## Persönlichkeiten
- Ami Lullin (1695–1756), evangelischer Geistlicher und Rektor der Universität Genf; Besitzer des Landhauses Le Creux-de-Genthod
- Raymond de Saussure (1894–1971), Schweizer Psychoanalytiker

## Einzelnachweise

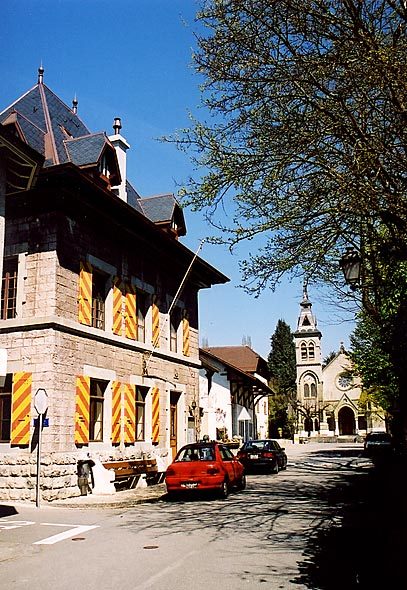
Gemeindehaus und Kirche